# ミヤギのテレビ。ミヤテレ
『ミヤギのテレビ。ミヤテレ』は、宮城テレビ放送（MMT、以下ミヤギテレビ）開局40周年記念事業のキャッチフレーズであり、2010年2月1日から2012年6月30日まで同局で毎日放送されていた広報番組である。

## 概要
ミヤギテレビの広報番組は2010年1月31日まで『ミテコレ』というタイトルで放送されていたが、同年1月1日からのミヤギテレビ開局40周年記念事業開始に伴い、同年2月1日からこのタイトルで放送されるようになった。
内容は主にミヤギテレビ製作番組の番宣や日本テレビ製作の全国ネット番組（バラエティ番組やドラマなど）の番宣などで、他に企業の宣伝も行っていた。番組の放送自体は2011年3月11日の東日本大震災以降も続いていたが、オープニング・エンディング・3秒アイキャッチを無くしての放送になった。
2012年7月1日からはミヤギテレビの新マスコット「だよん」の登場に伴い、『ミヤテレだよん』というタイトルで放送された。

## 出演者
- SPLASH（仙台SOSモデルエージェンシー所属） - 番組のオープニング・エンディングと、CM間の3秒アイキャッチに出演している。

## 基本放送時間（2011年4月時点）
- 平日：11:25 - 11:30、11:51 - 11:55、終夜放送開始直前
- 土曜：5:53 - 5:59、17:25 - 17:30、17:55 - 18:00、終夜放送開始直前
- 日曜：11:25 - 11:30、17:25 - 17:30、21:54 - 22:00、23:26 - 23:30、終夜放送開始直前

## 関連情報
- ミヤギのテレビ。ミヤテレ

| ミヤギテレビ インフォメーション番組 | ミヤギテレビ インフォメーション番組 | ミヤギテレビ インフォメーション番組 |
| 前番組                              | 番組名                              | 次番組                              |
| ----------------------------------- | ----------------------------------- | ----------------------------------- |
| ミテコレ                            | ミヤギのテレビ。ミヤテレ            | ミヤテレだよん                      |